# Cocoyotla
Cocoyotla es una localidad del estado mexicano de Morelos. Es parte del municipio de Coatlán del Río.

## Toponimia
El nombre «Cocoyotla» proviene de los términos en náhuatl: cocoyotl (plural de coyotl), coyotes; tlan, lugar de abundancia. Su significado es «Lugar donde abundan los coyotes».

## Demografía
| Gráfica de evolución demográfica |
|                                  |

| Censo | Población |
| ----- | --------- |
| 1900  | 340       |
| 1910  | 598       |
| 1921  | 338       |
| 1930  | 423       |
| 1940  | 525       |
| 1950  | 933       |
| 1960  | 1083      |
| 1970  | 1632      |
| 1980  | 1404      |
| 1990  | 1471      |
| 2000  | 1399      |
| 2010  | 1376      |
| 2020  | 1333      |